# هيرمان أ. بارنت
هيرمان أ. بارنت هو جراح وطيار وسياسي أمريكي، ولد في 22 يناير 1926، وتوفي في 27 مايو 1973.